# Tay Valley (Ontario)
Tay Valley est un canton dans l'est de l'Ontario, Canada, situé sur la Rivière Tay dans le Comté de Lanark. Les bureaux administratifs du canton sont situés à Glen Tay.

## Histoire
Le canton a été constitué le 1er janvier 1998 par la fusion des anciens cantons de Bathurst, Sherbrooke Sud et Burgess Nord. Il était originellement connu sous le nom de canton de Bathurst Burgess Sherbrooke, mais fut renommé Tay Valley le 30 juillet 2002. Le tracé originel de la ligne principale du chemin de Fer Canadien Pacifique(CP Havelock Subdivision) traversait Glen Tay cap et se dirigeait à l'ouest vers Havelock puis Toronto; avant d'être abandonné à Tweed en 1973 et à Havelock en 1987. Une nouvelle ligne a été transférée à l'ouest de Glen Tay pour se diriger au sud-est vers Belleville; elle porte toujours le trafic de CP Rails de Smith Falls à Toronto.

## Communautés
Le canton contient les communautés d'Althorpe, de Bathurst Station, de Bells Corners, Bolingbroke, Bolingbroke Siding, Brooke, Christie Lake, DeWitts Corners, Elliot, Fallbrook, Feldspar, Glen Tay, Harper, Maberly, Playfairville, Pratt Corners, Scotch Line, Stanleyville et Wemyss.

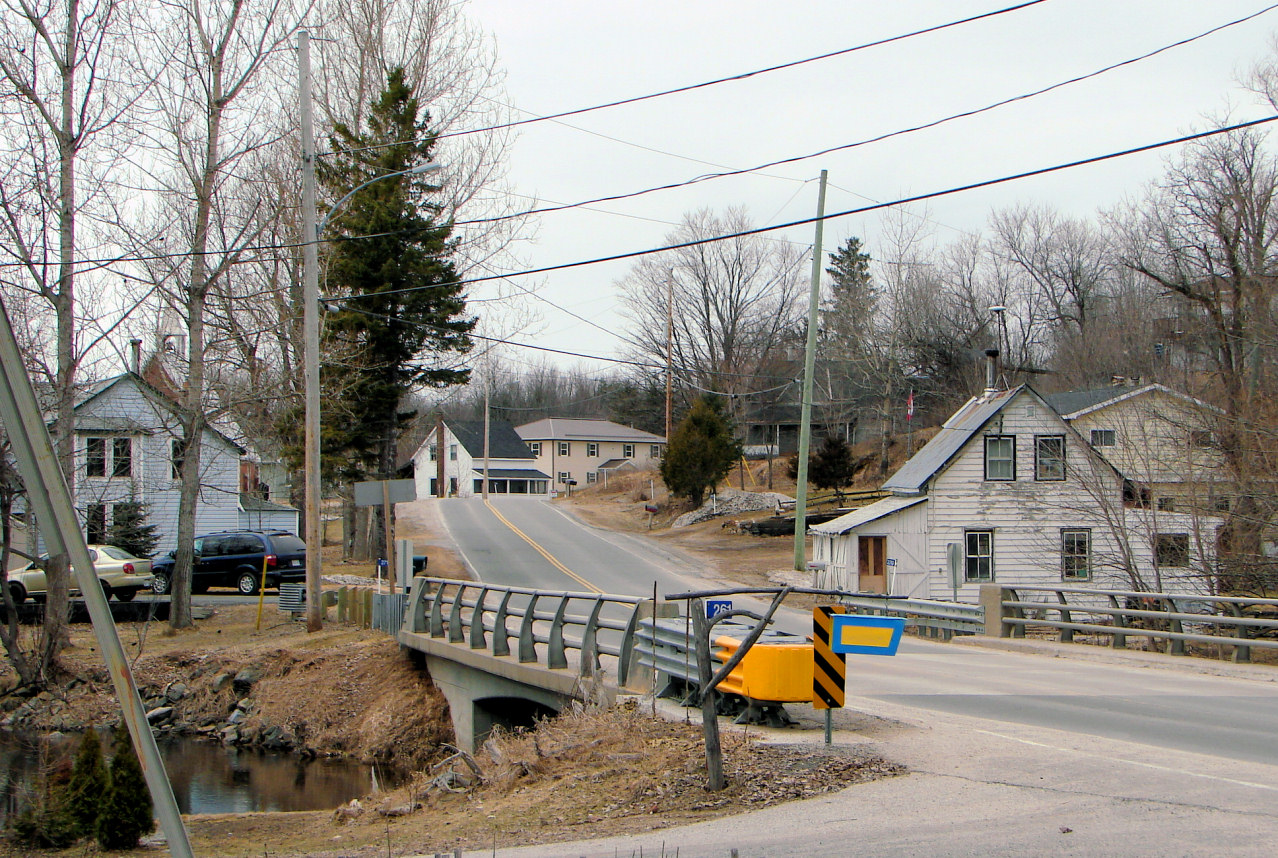
Maberly

## Démographie
Population:
- Population en 2011: 5571
- Population en 2006: 5634
- Population en 2001: 5440
- Population en 1996:
  - Canton de Bathurst: 3179
  - Canton de Nord-Burgess: 1269
  - Canton de Sud Sherbrooke: 732
- Population en 1991:
  - Canton de Bathurst: 2888
  - Canton de Nord-Burgess: 1021
  - Canton de Sud Sherbrooke: 669

Langue maternelle:
- Anglais comme langue maternelle: 94.5%
- Français comme langue maternelle: 3%
- Anglais et Français comme langue maternelle: 0%
- Autre langage comme langue maternelle: 2.5%

| 2001  | 2006  | 2011  | 2016  |
| ----- | ----- | ----- | ----- |
| 5 440 | 5 634 | 5 571 | 5 665 |

## Transportation
La route principale du canton est l'autoroute Route 7. Le Sentier Rideau passe à travers le canton, y compris à travers Murphys Point Provincial Park.